# Dasypogon aequalis
Dasypogon aequalis là một loài ruồi trong họ Asilidae. Dasypogon aequalis được Walker miêu tả năm 1857. Loài này phân bố ở vùng nhiệt đới châu Phi.